# Borowe (okręg wileński)
Borowe (lit. Šiliškės) – wieś na Litwie, w rejonie wileńskim, 3 km na zachód od Szumska, zamieszkana przez 9 osób.

## Historia
W dwudziestoleciu międzywojennym leżały w Polsce, w województwie wileńskim, w powiecie wileńsko-trockim, do 1 kwietnia 1927 w gminie Rukojnie, następnie w gminie Szumsk.
Po II wojnie światowej w granicach Związku Sowieckiego. Od 1991 na niepodległej Litwie.